# لک‌لک جنگلی
لک‌لک جنگلی(نام علمی: Mycteria americana) نام یک گونه از سرده لک‌لک‌های نوک‌زرد است.